# Morti il 22 gennaio

## III secolo(1)
- 239 - Cáo Ruì, imperatore cinese (n. 205)

## IV secolo(1)
- 304 - Vincenzo di Saragozza, santo spagnolo

## VII secolo(1)
- 628 - Anastasio il Persiano, monaco cristiano persiano

## IX secolo(1)
- 841 - Bernardo di Vienne, arcivescovo franco (n. 778)

## X secolo(1)
- 984 - Miró III di Cerdanya, conte

## XI secolo(1)
- 1031 - Domenico di Sora, abate italiano (n. 951)

## XII secolo(2)
- 1141 - Andrej di Perejaslav e Volinia, principe russo (n. 1102)
- 1188 - Ferdinando II di León, re (n. 1137)

## XIII secolo(2)
- 1222 - Erveo IV di Donzy, nobile francese (n. 1173)
- 1273 - Muhammad ibn Nasr, sultano (n. 1195)

## XIV secolo(6)
- 1341 - Luigi I di Borbone, nobile (n. 1279)
- 1342 - Enrico IV il Fedele, nobile polacco
- 1351 - Ranieri II Casali, politico e condottiero italiano
- 1365 - Maria d'Artois, nobile francese (n. 1291)
- 1380 - Pietro Doria, ammiraglio italiano
- 1387 - Çandarlı Kara Halil Hayreddin Pascià, politico ottomano

## XV secolo(5)
- 1431 - Maria Mancini, religiosa italiana (n. 1355)
- 1437 - Niccolò Niccoli, letterato e umanista italiano (n. 1365)
- 1459 - Antonio della Chiesa, presbitero italiano (n. 1394)
- 1473 - Ataullah Muhammad Shah I di Kedah, sovrano malese
- 1483 - Guillaume d'Estouteville, cardinale, arcivescovo cattolico e abate francese (n. 1403)

## XVI secolo(21)
- 1504 - Pietro Capretto, presbitero, letterato e poeta italiano (n. 1426)
- 1511 - Giovanna di Borbone-Vendôme, nobile francese (n. 1465)
- 1517 - Hadim Sinan Pascià, politico e militare ottomano (n. 1459)
- 1522 - Teodosio di Valacchia, principe
- 1524 - Girolamo Redini, religioso italiano
- 1530 - Diogo Lopes de Sequeira, esploratore e ammiraglio portoghese (n. 1465)
- 1536 - Bernhard Knipperdolling, politico tedesco
- 1549 - Giorgio Andreasi, vescovo cattolico italiano (n. 1467)
- 1549 - Giovanni Maria Tolosani, teologo italiano
- 1552 - Edward Seymour, I duca di Somerset, nobile britannico
- 1557 - Bindo Altoviti, banchiere e mecenate italiano (n. 1491)
- 1557 - Archibald Douglas, nobile scozzese
- 1561 - Isabella Sforza, letterata italiana (n. 1503)
- 1573 - Antonio I di Oldenburg, nobile tedesco (n. 1505)
- 1574 - Abd Allah al-Ghalib, sultano marocchino (n. 1517)
- 1575 - James Hamilton, nobile scozzese (n. 1516)
- 1580 - Bonifacio Agliardi, politico italiano (n. 1510)
- 1581 - Joos de Damhouder, giurista belga (n. 1507)
- 1591 - William Patenson, presbitero e missionario inglese
- 1592 - Elisabetta d'Asburgo, regina (n. 1554)
- 1599 - Silvio Savelli, cardinale italiano (n. 1550)

## XVII secolo(17)
- 1617 - Costanza Sforza di Santa Fiora, nobildonna italiana (n. 1558)
- 1622 - Cesare Ripa, storico dell'arte e scrittore italiano (n. 1555)
- 1630 - Luigi Carafa della Stadera, IV principe di Stigliano, nobile italiano (n. 1567)
- 1636 - Gregorio Fernández, scultore spagnolo (n. 1576)
- 1638 - Magdalena van de Passe, incisore e disegnatrice olandese (n. 1600)
- 1649 - Alessandro Turchi, pittore italiano (n. 1578)
- 1651 - Johann Holwarda, astronomo e fisico olandese (n. 1618)
- 1656 - Tommaso Francesco di Savoia, principe italiano (n. 1596)
- 1666 - Tommaso Dingli, architetto maltese (n. 1591)
- 1666 - Shah Jahan, sovrano indiano (n. 1592)
- 1668 - Giovanni Battista Maria Pallotta, cardinale italiano (n. 1594)
- 1671 - Odorico Rinaldi, storico italiano (n. 1594)
- 1682 - Carlo della Palma, vescovo cattolico italiano (n. 1614)
- 1686 - Giovanna Maddalena di Sassonia-Altenburg, duchessa tedesca (n. 1656)
- 1687 - Tolomeo II Gallio, IV duca di Alvito, nobile italiano (n. 1618)
- 1698 - Federico Casimiro Kettler, duca (n. 1650)
- 1700 - Placidus von Droste, abate tedesco (n. 1641)

## XVIII secolo(28)
- 1709 - Ippolito Neri, poeta italiano (n. 1652)
- 1710 - Lucia Cremonini, italiana (n. 1686)
- 1715 - Marc'Antonio Ziani, compositore italiano
- 1719 - William Paterson, mercante e banchiere scozzese (n. 1658)
- 1720 - Brigida Pico della Mirandola, politica italiana (n. 1633)
- 1722 - Jacques Tarade, ingegnere francese (n. 1640)
- 1723 - Arcangelo Guglielmelli, architetto, ingegnere e pittore italiano (n. 1648)
- 1728 - Pietro Priuli, cardinale e vescovo cattolico italiano (n. 1669)
- 1733 - Thomas Herbert, VIII conte di Pembroke, politico e ammiraglio inglese (n. 1656)
- 1737 - Jean-Baptiste van Mour, pittore fiammingo (n. 1671)
- 1739 - Wenzel Ferdinand von Lobkowicz, nobile ceco (n. 1723)
- 1740 - Giberto Borromeo, cardinale italiano (n. 1671)
- 1742 - Fulgenzio Bellelli, religioso italiano (n. 1675)
- 1743 - Paul Gabriel Antoine, teologo e gesuita francese (n. 1678)
- 1744 - Pierre Le Pautre, scultore francese (n. 1659)
- 1755 - Antoni Viladomat, pittore spagnolo (n. 1678)
- 1763 - John Carteret, II conte Granville, politico britannico (n. 1690)
- 1765 - Zheng Xie, pittore cinese (n. 1693)
- 1771 - Martin Berteau, violoncellista e compositore francese (n. 1691)
- 1779 - Jeremiah Dixon, astronomo e inventore inglese (n. 1733)
- 1783 - Hans Ulrich Grubenmann, ingegnere svizzero (n. 1709)
- 1792 - George Carnegie, VI conte di Northesk, nobile e ammiraglio scozzese (n. 1716)
- 1794 - Antonio I Esterházy, principe (n. 1738)
- 1794 - John Stuart, Lord Mount Stuart, politico britannico (n. 1767)
- 1797 - Fermín Francisco de Carvajal-Vargas, ufficiale e politico spagnolo (n. 1722)
- 1799 - Francesco Paolo Palomba, patriota e rivoluzionario italiano (n. 1779)
- 1799 - Horace-Bénédict de Saussure, alpinista e scienziato svizzero (n. 1740)
- 1800 - George Steevens, critico letterario inglese (n. 1736)

## XIX secolo(79)
- 1810 - Mariano Álvarez de Castro, generale spagnolo (n. 1749)
- 1815 - Carlos Amarante, architetto e ingegnere portoghese (n. 1748)
- 1819 - Giannantonio Selva, architetto e architetto del paesaggio italiano (n. 1751)
- 1820 - Ivan Vasilievič Gudovič, generale russo (n. 1741)
- 1822 - Ignazio Michele IV Daher, patriarca cattolico ottomano (n. 1761)
- 1823 - Jean-Pierre Bachasson, politico francese (n. 1766)
- 1824 - Giuseppe Tambroni, archeologo, critico d'arte e diplomatico italiano (n. 1773)
- 1825 - Giuseppe Carpani, scrittore e librettista italiano (n. 1752)
- 1826 - Antonio Codronchi, arcivescovo cattolico italiano (n. 1748)
- 1826 - Eugenio Michitelli, architetto e ingegnere italiano (n. 1771)
- 1831 - Alexandre Jacques François Bertrand, medico e naturalista francese (n. 1795)
- 1831 - Johan August Sandels, militare e politico svedese (n. 1764)
- 1832 - Mary Ludwig Hays McCauley, patriota statunitense (n. 1744)
- 1835 - Marie-Alexandre Guénin, compositore e violinista francese (n. 1744)
- 1840 - Johann Friedrich Blumenbach, antropologo, fisiologo e naturalista tedesco (n. 1752)
- 1843 - Giovita Scalvini, scrittore, poeta e patriota italiano (n. 1791)
- 1844 - Luigi Pungileoni, letterato, teologo e storico dell'arte italiano (n. 1762)
- 1846 - Louis-Pierre Baltard, architetto e incisore francese (n. 1764)
- 1846 - Aleksandr Aleksandrovic Šachovskoj, principe, impresario teatrale e drammaturgo russo (n. 1777)
- 1847 - Alexander Heubel, pittore lettone (n. 1813)
- 1848 - Javier de Burgos, politico, giornalista e drammaturgo spagnolo (n. 1778)
- 1849 - Giacomo Giovanetti, avvocato e politico italiano (n. 1787)
- 1850 - Guillaume-Joseph Chaminade, presbitero francese (n. 1761)
- 1850 - Pietro Fancelli, pittore e scenografo italiano (n. 1764)
- 1850 - Vincenzo Pallotti, presbitero italiano (n. 1795)
- 1851 - Franz Eduard Erpf, imprenditore e politico svizzero (n. 1807)
- 1851 - Kunisada Chūji, mafioso giapponese (n. 1810)
- 1853 - Angelo Vinco, presbitero, missionario e esploratore italiano (n. 1819)
- 1854 - Christian von Appel, generale austriaco (n. 1785)
- 1856 - Charles-Victor Prévost d'Arlincourt, scrittore francese (n. 1788)
- 1857 - Antonio Conforti, militare e poeta italiano (n. 1791)
- 1858 - Cyrille Bissette, politico francese (n. 1795)
- 1859 - Menachem Mendel di Kotzk, rabbino polacco (n. 1787)
- 1859 - Joseph Ludwig Raabe, matematico svizzero (n. 1801)
- 1861 - Giovanni Bonollo, politico italiano (n. 1812)
- 1861 - Anton Friedrich Ludwig Pelt, teologo tedesco (n. 1799)
- 1861 - Edoardo Savio, militare italiano (n. 1837)
- 1861 - Friedrich Tiedemann, anatomista e fisiologo tedesco (n. 1781)
- 1861 - Giovanni Battista Velluti, cantante castrato italiano (n. 1780)
- 1862 - Giuseppe Gabetti, compositore, violinista e direttore d'orchestra italiano (n. 1796)
- 1862 - Aurelio Saliceti, politico e patriota italiano (n. 1804)
- 1866 - Oddone Eugenio Maria di Savoia, principe italiano (n. 1846)
- 1869 - Leopoldo del Belgio, principe belga (n. 1859)
- 1869 - Karl August Traugott Vogt, teologo tedesco (n. 1808)
- 1871 - Auguste Strobl, tedesca (n. 1807)
- 1873 - Giuseppe Capone di Altavilla, imprenditore e politico italiano (n. 1793)
- 1873 - Jean Philippe Fenouillas, militare francese (n. 1830)
- 1876 - George Elphinstone Dalrymple, esploratore, funzionario e politico australiano (n. 1826)
- 1877 - Giuseppe De Notaris, botanico italiano (n. 1805)
- 1879 - Nevill Coghill, militare britannico (n. 1852)
- 1879 - Joseph-Louis Duc, architetto francese (n. 1802)
- 1879 - Anthony Durnford, militare britannico (n. 1830)
- 1879 - Teignmouth Melvill, militare britannico (n. 1842)
- 1879 - Henry Burmester Pulleine, militare britannico (n. 1838)
- 1879 - Guido Sandberger, paleontologo, geologo e zoologo tedesco (n. 1821)
- 1880 - Ettore Celi, botanico e agronomo italiano (n. 1822)
- 1881 - Dmitrij Aleksandrovič Obolenskij, politico e scrittore russo (n. 1822)
- 1882 - Orso Serra, politico italiano (n. 1811)
- 1883 - Carlo Baucardé, tenore italiano (n. 1825)
- 1884 - Victor Grosvenor, conte di Grosvenor, nobile inglese (n. 1853)
- 1885 - Charles Godfrey Gunther, politico statunitense (n. 1822)
- 1887 - Fontes Pereira de Melo, politico portoghese (n. 1819)
- 1887 - Joseph Whitworth, ingegnere e imprenditore inglese (n. 1803)
- 1888 - Eugène Labiche, drammaturgo francese (n. 1815)
- 1889 - Carlo Pellegrini, pittore italiano (n. 1839)
- 1890 - Lavrentij Alekseevič Zagoskin, navigatore e esploratore russo (n. 1808)
- 1891 - Elisa Malesci-Pezzaglia, attrice teatrale italiana (n. 1847)
- 1891 - Miklós Ybl, architetto tedesco (n. 1814)
- 1892 - Alexander Gordon-Lennox, politico e militare inglese (n. 1825)
- 1893 - David Cassel, storico e teologo tedesco (n. 1818)
- 1893 - Kawatake Mokuami, drammaturgo giapponese (n. 1816)
- 1894 - Hendrik Beyaert, architetto belga (n. 1823)
- 1896 - Daniel Kinnear Clark, ingegnere meccanico inglese (n. 1822)
- 1897 - Angelo Bianchi, cardinale e arcivescovo cattolico italiano (n. 1817)
- 1897 - Isaac Pitman, insegnante britannico (n. 1813)
- 1900 - Girolamo Davado, religioso italiano (n. 1845)
- 1900 - Francesco Ferrara, economista e politico italiano (n. 1810)
- 1900 - David Edward Hughes, inventore britannico (n. 1830)
- 1900 - Antoine-Fortuné Marion, botanico, zoologo e naturalista francese (n. 1846)

## XX secolo(275)
- 1901 - Vittoria del Regno Unito, regina britannica (n. 1819)
- 1902 - Ivan Osipovič Jarkovskij, ingegnere e astronomo russo (n. 1844)
- 1902 - Otto Scholderer, pittore tedesco (n. 1834)
- 1904 - George Salmon, matematico e teologo irlandese (n. 1819)
- 1904 - Laura Vicuña, cilena (n. 1891)
- 1905 - Carlo Cesarini, politico italiano (n. 1827)
- 1907 - Vincențiu Babeș, avvocato, giornalista e politico rumeno (n. 1821)
- 1908 - Carlo Andreoli, pianista e compositore italiano (n. 1840)
- 1908 - Jules Louis Lewal, generale e scrittore francese (n. 1823)
- 1908 - August Wilhelmj, violinista tedesco (n. 1845)
- 1909 - Emil Erlenmeyer, chimico tedesco (n. 1825)
- 1911 - Muhammad Rasul Khanji, principe indiano (n. 1858)
- 1913 - Pietro Formichi, compositore italiano (n. 1829)
- 1913 - Eduard Peithner von Lichtenfels, pittore austriaco (n. 1833)
- 1915 - Luigi Pastro, patriota e politico italiano (n. 1822)
- 1917 - Bérenger Saunière, presbitero francese (n. 1852)
- 1918 - Franz Ritter Höfer von Feldsturm, generale austro-ungarico (n. 1861)
- 1918 - Alfonso Meomartini, pubblicista, storico e politico italiano (n. 1841)
- 1918 - Gustav Schreck, compositore e docente tedesco (n. 1848)
- 1918 - John Wolfe Barry, ingegnere britannico (n. 1836)
- 1919 - Carl Larsson, pittore e illustratore svedese (n. 1853)
- 1920 - Natalija Ivanivna Kobryns'ka, scrittrice, giornalista e attivista ucraina (n. 1855)
- 1922 - Enrique Almaraz y Santos, cardinale e arcivescovo cattolico spagnolo (n. 1847)
- 1922 - Fredrik Bajer, scrittore, pacifista e insegnante danese (n. 1837)
- 1922 - Papa Benedetto XV, papa, arcivescovo cattolico e cardinale italiano (n. 1854)
- 1922 - James Bryce, politico, storico e giurista britannico (n. 1838)
- 1922 - William Christie, astronomo inglese (n. 1845)
- 1922 - Alexandru Ciurcu, inventore e giornalista rumeno (n. 1854)
- 1922 - Elizabeth Jane Gardner, pittrice statunitense (n. 1837)
- 1922 - Camille Jordan, matematico francese (n. 1838)
- 1922 - William Morrow, calciatore nordirlandese (n. 1851)
- 1922 - Alexander Rhind, calciatore scozzese (n. 1849)
- 1925 - Fanny Bullock-Workman, geografa, cartografa e scrittrice statunitense (n. 1859)
- 1926 - Hendrik Thyssen, compositore e direttore d'orchestra olandese (n. 1862)
- 1927 - Ödön Bodor, velocista, mezzofondista e calciatore ungherese (n. 1882)
- 1927 - James Ford Rhodes, storico e scrittore statunitense (n. 1848)
- 1927 - Edward Page Mitchell, scrittore di fantascienza statunitense (n. 1852)
- 1929 - Adol'f Davidovič Brodskij, violinista e insegnante russo (n. 1851)
- 1929 - Pietro Cantini, architetto italiano (n. 1847)
- 1929 - Emma Cooke, arciera statunitense (n. 1848)
- 1929 - Cornelis Lely, politico e ingegnere olandese (n. 1854)
- 1930 - Reginald Brett, II visconte Esher, politico e storico inglese (n. 1852)
- 1931 - László Batthyány-Strattmann, medico ungherese (n. 1870)
- 1933 - Gustave Mutel, arcivescovo cattolico e missionario francese (n. 1854)
- 1934 - Pierre Bazy, chirurgo francese (n. 1853)
- 1934 - Francesco De Pietro, vescovo cattolico italiano (n. 1844)
- 1935 - Zequinha de Abreu, compositore e musicista brasiliano (n. 1880)
- 1936 - Miquel Blay, scultore spagnolo (n. 1866)
- 1936 - Ernest Flammarion, editore francese (n. 1846)
- 1936 - Georg von Grimpe, zoologo tedesco (n. 1889)
- 1936 - Giambattista Lapucci, militare italiano (n. 1913)
- 1937 - Domenico Grandi, generale e politico italiano (n. 1849)
- 1937 - Virginia Reiter, attrice teatrale italiana (n. 1862)
- 1937 - Michelangelo Vaccaro, politico e giurista italiano (n. 1854)
- 1938 - Sergej Buturlin, ornitologo russo (n. 1872)
- 1938 - Allan Everett, ammiraglio britannico (n. 1868)
- 1940 - Edwin Carewe, regista, attore e produttore cinematografico statunitense (n. 1883)
- 1941 - Giuseppe Buciuni, marinaio e militare italiano (n. 1888)
- 1941 - Maurizio Rava, militare e pittore italiano (n. 1878)
- 1941 - Alessandro Montagna, marinaio e militare italiano (n. 1893)
- 1941 - Angelo Pavone, militare italiano (n. 1916)
- 1942 - André Bellessort, poeta, saggista e insegnante francese (n. 1866)
- 1942 - Aldo Brandolin, militare italiano (n. 1910)
- 1942 - Jean Offenberg, militare e aviatore belga (n. 1916)
- 1942 - Walter Sickert, pittore inglese (n. 1860)
- 1942 - Xiao Hong, scrittrice cinese (n. 1911)
- 1943 - Warwick Goble, illustratore britannico (n. 1862)
- 1943 - Renato Dario Lupo, militare italiano (n. 1893)
- 1943 - Luigi Meta, politico italiano (n. 1883)
- 1943 - Gyula Peidl, sindacalista e politico ungherese (n. 1873)
- 1943 - Georges Redon, pittore e illustratore francese (n. 1869)
- 1943 - Ugo Santovito, generale italiano (n. 1882)
- 1944 - Ernst Michael, generale tedesco (n. 1897)
- 1944 - Rodolfo Torresan, generale italiano (n. 1887)
- 1944 - Ernest Townsend, artista inglese (n. 1880)
- 1945 - Adam Grünewald, ufficiale tedesco (n. 1902)
- 1945 - Else Lasker-Schüler, poetessa tedesca (n. 1869)
- 1945 - Antonio Migliaccio, presbitero italiano (n. 1854)
- 1945 - Arthur Symons, poeta e critico letterario britannico (n. 1865)
- 1945 - Vittorio Italico Zupelli, generale e politico italiano (n. 1859)
- 1946 - Otto Fenichel, medico e psicoanalista austriaco (n. 1897)
- 1946 - Allan Lard, golfista statunitense (n. 1866)
- 1947 - Ercole Agliardi, giornalista e saggista italiano (n. 1871)
- 1947 - Max Berg, architetto tedesco (n. 1870)
- 1947 - Clara Burrill Bruce, avvocata, giornalista e scrittrice statunitense (n. 1879)
- 1947 - Fëdor Dan, scrittore, politico e medico russo (n. 1871)
- 1949 - María Michelsen de López, first lady colombiana (n. 1890)
- 1949 - Henry Slocum, tennista statunitense (n. 1862)
- 1950 - Alan Hale, attore e regista statunitense (n. 1892)
- 1950 - Corinne Luchaire, attrice francese (n. 1921)
- 1951 - Ilio Barontini, partigiano e politico italiano (n. 1890)
- 1951 - Harald Bohr, matematico e calciatore danese (n. 1887)
- 1951 - Romeyne Robert Ranieri di Sorbello, nobildonna e imprenditrice statunitense (n. 1877)
- 1951 - Lawson Robertson, altista, lunghista e velocista statunitense (n. 1883)
- 1951 - Anna Siemsen, politica, pacifista e pedagogista tedesca (n. 1882)
- 1952 - Robert Porter Patterson, politico statunitense (n. 1891)
- 1952 - Roger Vitrac, commediografo francese (n. 1899)
- 1952 - Alberto I di Thurn und Taxis, principe tedesco (n. 1867)
- 1953 - Adriaan Dijxhoorn, militare e politico olandese (n. 1894)
- 1954 - Luca Ermenegildo Pasetto, patriarca cattolico italiano (n. 1871)
- 1954 - Nikolaj Suetin, designer e grafico russo (n. 1897)
- 1954 - Margherita di Prussia, principessa prussiana (n. 1872)
- 1955 - Giuseppe Cardinali, storico e politico italiano (n. 1879)
- 1955 - Francesco Daprà, calciatore e dirigente sportivo italiano (n. 1881)
- 1955 - Jonni Myyrä, giavellottista finlandese (n. 1892)
- 1955 - Irina Michajlovna Raevskaja, nobile russa (n. 1892)
- 1955 - Giovanni Battista Traverso, botanico e micologo italiano (n. 1878)
- 1956 - Giuseppe Musolino, brigante italiano (n. 1876)
- 1956 - Renato Ricci, politico e generale italiano (n. 1896)
- 1957 - Gemma Perchi, operaia e sindacalista italiana (n. 1873)
- 1957 - Ralph Barton Perry, filosofo statunitense (n. 1876)
- 1957 - Paul Walden, chimico russo (n. 1863)
- 1957 - Claire Waldoff, cantante e cabarettista tedesca (n. 1884)
- 1958 - Lionel Giles, orientalista, scrittore e filosofo britannico (n. 1875)
- 1958 - Harry Mestayer, attore statunitense (n. 1876)
- 1959 - Mike Hawthorn, pilota automobilistico britannico (n. 1929)
- 1959 - Elisabeth Moore, tennista statunitense (n. 1886)
- 1959 - Carolina Maraini Sommaruga, contessa svizzero (n. 1869)
- 1960 - Stepan Kajukov, attore sovietico (n. 1898)
- 1960 - Guido Meregalli, pilota automobilistico italiano (n. 1895)
- 1961 - Aldobrandino Malvezzi, orientalista italiano (n. 1881)
- 1961 - Johann Meiringer, calciatore austriaco (n. 1887)
- 1962 - Umberto Prencipe, pittore e incisore italiano (n. 1879)
- 1963 - William Godfrey, cardinale e arcivescovo cattolico inglese (n. 1889)
- 1963 - József Nagy, calciatore e allenatore di calcio ungherese (n. 1892)
- 1963 - Nadejda Michajlovna de Torby, marchesa (n. 1896)
- 1964 - Lissy Arna, attrice tedesca (n. 1900)
- 1964 - Marc Blitzstein, compositore, paroliere e librettista statunitense (n. 1905)
- 1964 - Giuseppe Ricciotti, presbitero, biblista e archeologo italiano (n. 1890)
- 1965 - Bessie Eyton, attrice statunitense (n. 1890)
- 1965 - Gaetano Malchiodi, arcivescovo cattolico italiano (n. 1878)
- 1965 - Pierre Taittinger, politico e imprenditore francese (n. 1887)
- 1966 - Maurice Gastiger, calciatore francese (n. 1896)
- 1966 - Albert Hull, fisico statunitense (n. 1880)
- 1966 - Herbert Marshall, attore britannico (n. 1890)
- 1967 - Idris Bell, egittologo britannico (n. 1879)
- 1967 - Robert Henriques, scrittore, conduttore televisivo e allevatore britannico (n. 1905)
- 1967 - Jobyna Ralston, attrice statunitense (n. 1899)
- 1968 - Aleksandr Erminingel'dovič Arbuzov, chimico russo (n. 1877)
- 1968 - Neil Cohalan, allenatore di pallacanestro statunitense (n. 1906)
- 1968 - Friedrich Peter Drömmer, pittore e designer tedesco (n. 1889)
- 1968 - Duke Kahanamoku, nuotatore, surfista e attore statunitense (n. 1890)
- 1969 - Federico Cesarano, schermidore italiano (n. 1886)
- 1969 - Benvenuto Maria Disertori, musicologo e incisore italiano (n. 1887)
- 1969 - Birger Pedersen, calciatore norvegese (n. 1910)
- 1969 - Robert Reboul, ciclista su strada belga (n. 1893)
- 1970 - Georges Barré, generale francese (n. 1886)
- 1970 - Alessandro Brenci, ingegnere, politico e antifascista italiano (n. 1894)
- 1971 - Cesco Baseggio, attore italiano (n. 1897)
- 1971 - Alfredo Signoretti, giornalista italiano (n. 1901)
- 1972 - Jack Cummings, tennista australiano (n. 1901)
- 1972 - Miguel Gustavo, giornalista, conduttore radiofonico e compositore brasiliano (n. 1922)
- 1972 - Martin Unrein, generale tedesco (n. 1901)
- 1973 - Boris Kapitanovič Aleksandrov, ingegnere sovietico (n. 1889)
- 1973 - Nicolò Asaro, politico italiano (n. 1920)
- 1973 - Giulio Battiferri, attore italiano (n. 1893)
- 1973 - Yaakov Dori, generale israeliano (n. 1899)
- 1973 - Lyndon B. Johnson, politico statunitense (n. 1908)
- 1973 - Dragutin Vragović, calciatore jugoslavo (n. 1897)
- 1974 - Anna Lehr, attrice statunitense (n. 1890)
- 1974 - Antanas Sniečkus, politico sovietico (n. 1903)
- 1975 - Lawrence G. Blochman, scrittore e sceneggiatore statunitense (n. 1900)
- 1975 - Clara Pontoppidan, attrice danese (n. 1883)
- 1975 - Margit Danÿ, schermitrice ungherese (n. 1906)
- 1975 - Paul Montel, matematico francese (n. 1876)
- 1975 - Claire de Castelbajac, restauratrice francese (n. 1953)
- 1976 - Fletcher Hanks, fumettista statunitense (n. 1887)
- 1976 - Hermann Jónasson, politico islandese (n. 1896)
- 1976 - Kiyoshi Ōkubo, serial killer giapponese (n. 1935)
- 1977 - Franco Costa, arcivescovo cattolico italiano (n. 1904)
- 1977 - Vilém Gajdušek, ottico ceco (n. 1895)
- 1977 - Thomas Kapatos, criminale statunitense (n. 1915)
- 1977 - Maysa, cantante, cantautrice e attrice brasiliana (n. 1936)
- 1977 - Pascual Pérez, pugile argentino (n. 1926)
- 1977 - Johannes Terwogt, canottiere olandese (n. 1878)
- 1977 - Guglielmo Ulrich, architetto e designer italiano (n. 1904)
- 1977 - Heinrich Weber, calciatore tedesco (n. 1900)
- 1978 - Stepan Chmil', vescovo cattolico ucraino (n. 1914)
- 1978 - Léon-Gontran Damas, scrittore, poeta e politico francese (n. 1912)
- 1978 - Oliver Leese, generale britannico (n. 1894)
- 1978 - Austin Trevor, attore britannico (n. 1897)
- 1978 - Paolo Violi, mafioso italiano (n. 1931)
- 1979 - Umberto Beer, ufficiale italiano (n. 1896)
- 1979 - Carl Miller, attore statunitense (n. 1893)
- 1979 - Domenico Tosi, calciatore italiano (n. 1924)
- 1979 - Ali Hasan Salama, terrorista e militare palestinese (n. 1941)
- 1980 - Mihovil Borovčić Kurir, calciatore jugoslavo (n. 1896)
- 1980 - Moustapha Choukri, calciatore marocchino (n. 1947)
- 1980 - Eugenio Danese, giornalista e scrittore italiano (n. 1904)
- 1980 - Saverio Giulini, arbitro di calcio italiano (n. 1903)
- 1980 - Teresa Noce, partigiana e politica italiana (n. 1900)
- 1980 - Peter Schmidt, artista, pittore e insegnante tedesco (n. 1931)
- 1980 - Klas Särner, ginnasta svedese (n. 1891)
- 1980 - Camille Verfaillie, missionario e vescovo cattolico belga (n. 1892)
- 1981 - Franco Abbiati, critico musicale italiano (n. 1898)
- 1981 - Rudolf Geiger, climatologo e meteorologo tedesco (n. 1894)
- 1981 - María Moliner, archivista e bibliotecaria spagnola (n. 1900)
- 1981 - Mario Parodi, calciatore italiano (n. 1903)
- 1981 - Fannie Thomas, supercentenaria statunitense (n. 1867)
- 1982 - Salve D'Esposito, compositore e direttore d'orchestra italiano (n. 1903)
- 1982 - Alfons Dorfner, canoista austriaco (n. 1911)
- 1982 - Penelope Dudley-Ward, attrice britannica (n. 1914)
- 1982 - Eduardo Frei Montalva, avvocato e politico cileno (n. 1911)
- 1982 - Robert Pavlicek, calciatore austriaco (n. 1911)
- 1983 - Walter Citrine, sindacalista e politico britannico (n. 1887)
- 1984 - Clelia Conterno, poetessa, esperantista e insegnante italiana (n. 1915)
- 1984 - Michael Gonzi, arcivescovo cattolico maltese (n. 1885)
- 1984 - Guillermo González del Río García, calciatore e allenatore di calcio spagnolo (n. 1912)
- 1984 - Chaim Perelman, filosofo polacco (n. 1912)
- 1984 - Donato Sanità, militare e partigiano italiano (n. 1917)
- 1984 - Josef Walcher, sciatore alpino austriaco (n. 1954)
- 1985 - Arthur Bryant, storico britannico (n. 1899)
- 1987 - Georges Buchard, schermidore francese (n. 1893)
- 1987 - Budd Dwyer, politico statunitense (n. 1939)
- 1987 - Fabio Metelli, psicologo e insegnante italiano (n. 1907)
- 1988 - Veniamin Davydovič Dorman, regista sovietico (n. 1927)
- 1988 - Parker Fennelly, attore statunitense (n. 1891)
- 1989 - Sergio Bonfantini, pittore italiano (n. 1910)
- 1989 - Sydney Goldstein, matematico britannico (n. 1903)
- 1989 - Joseph Phan Thế Hinh, vescovo cattolico vietnamita (n. 1928)
- 1989 - Sándor Weöres, traduttore e scrittore ungherese (n. 1913)
- 1990 - Anna Maria Bisi, archeologa italiana (n. 1938)
- 1990 - Gordon Buehrig, designer statunitense (n. 1904)
- 1990 - Giorgio Caproni, poeta, critico letterario e traduttore italiano (n. 1912)
- 1990 - Gabriella Marchi, ginnasta italiana (n. 1956)
- 1990 - Angelo Petracca, carabiniere italiano (n. 1970)
- 1990 - Mariano Rumor, politico italiano (n. 1915)
- 1990 - José Salomón, calciatore argentino (n. 1916)
- 1990 - Giovanni Tamburelli, ingegnere italiano (n. 1923)
- 1990 - Roman Vishniac, biologo e fotografo russo (n. 1897)
- 1991 - An Yeong-sik, cestista e allenatore di pallacanestro sudcoreano (n. 1928)
- 1991 - Antonio Bianchin, vescovo cattolico italiano (n. 1936)
- 1991 - Karl Renar, attore austriaco (n. 1928)
- 1991 - Walter Vollweiler, calciatore tedesco (n. 1912)
- 1992 - A. J. Antoon, regista teatrale statunitense (n. 1944)
- 1992 - Liesel Bach, aviatrice e scrittrice tedesca (n. 1905)
- 1992 - Fernand Buyle, calciatore belga (n. 1918)
- 1992 - Billy Graham, pugile statunitense (n. 1922)
- 1992 - Giovanni Scher, canottiere italiano (n. 1915)
- 1992 - John D. Skilton, storico dell'arte e militare statunitense (n. 1909)
- 1992 - Francisco Urroz, calciatore cileno (n. 1920)
- 1992 - Luigi Vanzi, regista italiano (n. 1924)
- 1993 - Kōbō Abe, scrittore, drammaturgo e regista teatrale giapponese (n. 1924)
- 1993 - Helno, cantante francese (n. 1963)
- 1993 - Jim Pollard, cestista, allenatore di pallacanestro e dirigente sportivo statunitense (n. 1922)
- 1993 - Erik Tawaststjerna, musicologo, pianista e docente finlandese (n. 1916)
- 1994 - Jean-Louis Barrault, attore, regista e mimo francese (n. 1910)
- 1994 - Graziano Battistini, ciclista su strada italiano (n. 1936)
- 1994 - Rhett Forrester, cantante statunitense (n. 1956)
- 1994 - Frances Gifford, attrice statunitense (n. 1920)
- 1994 - Telly Savalas, attore, cantante e regista statunitense (n. 1922)
- 1994 - Sergio Spazzali, avvocato e attivista italiano (n. 1936)
- 1995 - Jerry Blackwell, wrestler statunitense (n. 1949)
- 1995 - Rose Kennedy, filantropa statunitense (n. 1890)
- 1995 - Filippo Marignoli, pittore italiano (n. 1926)
- 1995 - Giulio Turcato, pittore italiano (n. 1912)
- 1996 - Bill Cantrell, pilota automobilistico statunitense (n. 1908)
- 1996 - Pam Conrad, scrittrice statunitense (n. 1947)
- 1996 - Petro Juchymovyč Šelest, politico sovietico (n. 1908)
- 1997 - Ênio Andrade, calciatore e allenatore di calcio brasiliano (n. 1928)
- 1998 - Alfredo Ormando, poeta e scrittore italiano (n. 1958)
- 1998 - Nino Pirrotta, musicologo italiano (n. 1908)
- 1999 - Patricia Brooks, soprano statunitense (n. 1933)
- 1999 - Piero Gadda Conti, scrittore, critico cinematografico e traduttore italiano (n. 1902)
- 1999 - George Mosse, storico tedesco (n. 1918)
- 1999 - Maxwell Rosenlicht, matematico statunitense (n. 1924)
- 1999 - Mario Toffanin, partigiano italiano (n. 1912)
- 2000 - Victor Cavallo, attore, poeta e scrittore italiano (n. 1947)
- 2000 - Carlo Cossutta, tenore italiano (n. 1932)
- 2000 - Al Costello, wrestler italiano (n. 1919)
- 2000 - Angel Pocho Gatti, pianista, arrangiatore e direttore d'orchestra argentino (n. 1930)
- 2000 - Masao Harada, triplista e lunghista giapponese (n. 1912)
- 2000 - Anne Hébert, scrittrice, poetessa e sceneggiatrice canadese (n. 1916)
- 2000 - Sergio Lanfranchi, rugbista a 15 e allenatore di rugby a 15 italiano (n. 1925)
- 2000 - Renato Terpolilli, poeta, scrittore e giornalista italiano (n. 1927)

## XXI secolo(151)
- 2001 - Suzanne Labin, scrittrice e politologa francese (n. 1913)
- 2001 - Cesare Maltoni, oncologo italiano (n. 1930)
- 2002 - Sheldon Allman, attore statunitense (n. 1924)
- 2002 - Kenneth Armitage, scultore britannico (n. 1916)
- 2002 - Peter Bardens, musicista britannico (n. 1944)
- 2002 - Guido Bernardi, pistard italiano (n. 1921)
- 2002 - Henry Cosby, compositore e produttore discografico statunitense (n. 1928)
- 2002 - Jack Shea, pattinatore di velocità su ghiaccio statunitense (n. 1910)
- 2002 - Salomon Tandeng Muna, politico camerunese (n. 1912)
- 2002 - A. H. Weiler, giornalista e critico cinematografico statunitense (n. 1908)
- 2003 - Werner Dissel, attore e regista tedesco (n. 1912)
- 2003 - Giambattista Lazagna, partigiano, avvocato e politico italiano (n. 1923)
- 2004 - Ticky Holgado, attore, cantante e musicista francese (n. 1944)
- 2004 - Billy May, compositore, musicista e trombettista statunitense (n. 1916)
- 2004 - Ann Miller, attrice, ballerina e cantante statunitense (n. 1923)
- 2004 - Leonardo Re Cecconi, disc jockey e conduttore radiofonico italiano (n. 1954)
- 2005 - Frederick William Deakin, storico e militare britannico (n. 1913)
- 2005 - Carlo Orelli, militare e supercentenario italiano (n. 1894)
- 2005 - Tullio Piacentini, regista, sceneggiatore e giornalista italiano (n. 1919)
- 2005 - Patsy Rowlands, attrice britannica (n. 1931)
- 2005 - Priamo Varazzani, arbitro di calcio italiano (n. 1927)
- 2005 - Consuelo Velázquez, pianista e compositrice messicana (n. 1916)
- 2005 - Abd al-Aziz bin Muhammad al-Qasimi, sovrano emiratino (n. 1937)
- 2006 - Gerhard Funke, filosofo tedesco (n. 1914)
- 2006 - Adalberto Orsatti, matematico italiano (n. 1937)
- 2006 - Rick van der Linden, compositore e tastierista olandese (n. 1946)
- 2007 - Abbé Pierre, presbitero, politico e partigiano francese (n. 1912)
- 2007 - Aramis Ammannato, generale e aviatore italiano (n. 1914)
- 2007 - Toulo de Graffenried, pilota automobilistico svizzero (n. 1914)
- 2007 - Ramón Marsal, calciatore spagnolo (n. 1934)
- 2007 - Ngô Quang Trưởng, generale vietnamita (n. 1929)
- 2007 - Carlos Olivier, attore e medico venezuelano (n. 1952)
- 2007 - Alvaro Zian, calciatore italiano (n. 1923)
- 2008 - Francesco Maria Antonini, medico italiano (n. 1920)
- 2008 - Arrigo Boldrini, partigiano e politico italiano (n. 1915)
- 2008 - Cao Văn Viên, generale vietnamita (n. 1921)
- 2008 - Nunzio Cavazza, calciatore italiano (n. 1945)
- 2008 - Heath Ledger, attore australiano (n. 1979)
- 2008 - Roberto Patrignani, pilota motociclistico, giornalista e scrittore italiano (n. 1935)
- 2008 - Claude Piron, esperantista, linguista e psicologo svizzero (n. 1931)
- 2008 - Gianna Depoli, attrice teatrale italiana (n. 1925)
- 2009 - Vic Crowe, allenatore di calcio e calciatore gallese (n. 1932)
- 2009 - Paola Manzini, politica italiana (n. 1955)
- 2009 - Clément Pinault, calciatore francese (n. 1985)
- 2009 - Olga Radenković, cestista jugoslava (n. 1932)
- 2009 - Louis-Paul-Armand Simonneaux, vescovo cattolico francese (n. 1916)
- 2009 - Ágnes Szabó, cestista ungherese (n. 1936)
- 2010 - Marino Bergamasco, calciatore e allenatore di calcio italiano (n. 1925)
- 2010 - Clayton Gerein, atleta paralimpico canadese (n. 1964)
- 2010 - Iskandar di Johor, sovrano malese (n. 1932)
- 2010 - Kenneth Lane, canoista canadese (n. 1923)
- 2010 - James Mitchell, attore e danzatore statunitense (n. 1920)
- 2010 - Jean Simmons, attrice britannica (n. 1929)
- 2010 - Luca Vuerich, alpinista e fotografo italiano (n. 1975)
- 2011 - Laura Mambelli, giornalista italiana (n. 1961)
- 2011 - Cristino Nicolaides, generale argentino (n. 1925)
- 2011 - Dennis Oppenheim, performance artist statunitense (n. 1938)
- 2011 - Park Wan-suh, scrittrice sudcoreana (n. 1931)
- 2011 - Tullia Zevi, giornalista e scrittrice italiana (n. 1919)
- 2012 - Roberto Bonnano, calciatore argentino (n. 1938)
- 2012 - Rita Gorr, mezzosoprano e contralto belga (n. 1926)
- 2012 - André Green, psicoanalista francese (n. 1927)
- 2013 - Sa'id al-Shihri, terrorista saudita (n. 1973)
- 2013 - Jean-Léon Destiné, ballerino haitiano (n. 1918)
- 2013 - Ottavio Lo Nigro, politico italiano (n. 1923)
- 2013 - Günther Maritschnigg, lottatore tedesco (n. 1933)
- 2013 - Gennarino Ottogalli, calciatore italiano (n. 1923)
- 2013 - Erik Pascoli, velista italiano (n. 1942)
- 2013 - Margareta Teodorescu, scacchista rumena (n. 1932)
- 2013 - Lucyna Winnicka, attrice polacca (n. 1928)
- 2014 - Akkineni Nageswara Rao, attore e produttore cinematografico indiano (n. 1923)
- 2014 - François Deguelt, cantante francese (n. 1932)
- 2014 - George Fields, cestista statunitense (n. 1921)
- 2014 - Michele Martina, politico italiano (n. 1926)
- 2014 - Carlo Mazzacurati, regista, sceneggiatore e attore italiano (n. 1956)
- 2015 - Wendell Ford, politico statunitense (n. 1924)
- 2015 - Bartolomeo Gagliano, assassino seriale italiano (n. 1958)
- 2015 - Tommy Mason, giocatore di football americano statunitense (n. 1939)
- 2015 - Franco Nicolazzi, partigiano e politico italiano (n. 1924)
- 2015 - Dacia Valent, politica italiana (n. 1963)
- 2016 - Homayoun Behzadi, calciatore iraniano (n. 1942)
- 2016 - Ivan Bilský, calciatore cecoslovacco (n. 1955)
- 2016 - Ruggero Pignotti, attore italiano (n. 1916)
- 2017 - Pietro Bottaccioli, vescovo cattolico italiano (n. 1928)
- 2017 - Leo Castellucci, ciclista su strada italiano (n. 1926)
- 2017 - Giovanni Corrieri, ciclista su strada italiano (n. 1920)
- 2017 - Cristina-Adela Foişor, scacchista rumena (n. 1967)
- 2017 - Søren Elung Jensen, attore danese (n. 1928)
- 2017 - Evelyn Kawamoto, nuotatrice statunitense (n. 1933)
- 2017 - Lisbeth Korsmo, pattinatrice di velocità su ghiaccio e ciclista su strada norvegese (n. 1948)
- 2017 - Jaki Liebezeit, batterista tedesco (n. 1938)
- 2017 - Masaya Nakamura, imprenditore giapponese (n. 1925)
- 2017 - Werner Nekes, regista e sceneggiatore tedesco (n. 1944)
- 2017 - Francisco Palmeiro, calciatore portoghese (n. 1932)
- 2018 - Jimmy Armfield, calciatore e allenatore di calcio inglese (n. 1935)
- 2018 - Reinier Kreijermaat, calciatore olandese (n. 1935)
- 2018 - Ursula K. Le Guin, scrittrice e glottoteta statunitense (n. 1929)
- 2019 - Jaroslav Brožek, pittore e insegnante ceco (n. 1923)
- 2019 - James Frawley, regista, attore e produttore televisivo statunitense (n. 1936)
- 2019 - Éric Holder, scrittore francese (n. 1960)
- 2019 - Maureen Murphy, nuotatrice statunitense (n. 1939)
- 2020 - John Karlen, attore statunitense (n. 1933)
- 2020 - Adolfo Natalini, architetto italiano (n. 1941)
- 2020 - Addy Valero, politica venezuelana (n. 1969)
- 2021 - Hank Aaron, giocatore di baseball statunitense (n. 1934)
- 2021 - Roberto Brivio, attore, cantante e cabarettista italiano (n. 1938)
- 2021 - Rocco Caccavari, politico italiano (n. 1938)
- 2021 - Guem, percussionista algerino (n. 1947)
- 2021 - Juan Guzmán, giudice cileno (n. 1939)
- 2021 - Tony Jones, giocatore di football americano statunitense (n. 1966)
- 2021 - Meherzia Labidi, politica, attivista e traduttrice tunisina (n. 1963)
- 2021 - Gianfranco Lombardi, cestista e allenatore di pallacanestro italiano (n. 1941)
- 2021 - Alfredo Magarotto, vescovo cattolico italiano (n. 1927)
- 2021 - Luton Shelton, calciatore giamaicano (n. 1985)
- 2022 - Umberto Bignardi, pittore italiano (n. 1935)
- 2022 - Gianni Di Marzio, allenatore di calcio, dirigente sportivo e commentatore televisivo italiano (n. 1940)
- 2022 - Vladimir Lagrange, fotografo russo (n. 1939)
- 2022 - António Lima Pereira, calciatore portoghese (n. 1952)
- 2022 - Elena Mezzadra, artista, pittrice e illustratrice italiana (n. 1926)
- 2022 - Giuseppe Taglioretti, calciatore e allenatore di calcio italiano (n. 1936)
- 2022 - Jef van Gool, calciatore belga (n. 1935)
- 2023 - Joseph Agassi, filosofo e storico della scienza israeliano (n. 1927)
- 2023 - Easley Blackwood Jr., compositore, pianista e scrittore statunitense (n. 1933)
- 2023 - Andrea Chiti-Batelli, politico, funzionario e saggista italiano (n. 1920)
- 2023 - Gabriela Dauerer, pittrice tedesca (n. 1958)
- 2023 - Francesca Laura Fabbri Wronowski, partigiana e giornalista italiana (n. 1924)
- 2023 - Gianfranco Goberti, pittore italiano (n. 1939)
- 2023 - Darío Jara Saguier, calciatore paraguaiano (n. 1930)
- 2023 - Vadim Vasili'evič Michajlov, regista sovietico (n. 1931)
- 2023 - Lenie de Nijs, nuotatrice olandese (n. 1939)
- 2023 - Mario Pupella, attore, regista teatrale e direttore artistico italiano (n. 1945)
- 2023 - Hossein Shahabi, regista, sceneggiatore e produttore cinematografico iraniano (n. 1967)
- 2023 - Agustí Villaronga, regista, sceneggiatore e attore spagnolo (n. 1953)
- 2024 - Tommy Baldwin, calciatore inglese (n. 1945)
- 2024 - Elke Erb, poetessa e scrittrice tedesca (n. 1938)
- 2024 - Gary Graham, attore statunitense (n. 1950)
- 2024 - Lior Lubin, cestista e allenatore di pallacanestro israeliano (n. 1977)
- 2024 - Mauro Pasqualini, calciatore italiano (n. 1947)
- 2024 - Arno Penzias, fisico tedesco (n. 1933)
- 2024 - Anatolij Polivoda, cestista sovietico (n. 1947)
- 2024 - Gigi Riva, calciatore e dirigente sportivo italiano (n. 1944)
- 2024 - Per Sønstabø, calciatore norvegese (n. 1941)
- 2025 - Constantin Abăluță, giornalista, poeta e politico rumeno (n. 1938)
- 2025 - Sergio Bazzini, regista e sceneggiatore italiano (n. 1935)
- 2025 - Barry Michael Cooper, giornalista e sceneggiatore statunitense (n. 1958)
- 2025 - Colonel DeBeers, wrestler statunitense (n. 1945)
- 2025 - Barry Goldberg, tastierista, cantautore e produttore discografico statunitense (n. 1942)
- 2025 - Michael Longley, poeta britannico (n. 1939)
- 2025 - Francesco Paolo Lucchese, politico italiano (n. 1935)
- 2025 - Charlotte Raven, scrittrice, giornalista e anglista britannica (n. 1969)
- 2025 - Kimmo Tauriainen, calciatore finlandese (n. 1972)

## Senza anno specificato(1)
- Guichard di Troyes, vescovo cattolico francese